# Technisches Maßsystem
Das Technische Maßsystem (ursprünglich französisch Système des Mécaniciens) ist ein veraltetes Einheitensystem, welches neben den Basiseinheiten Meter und Sekunde als Basisgröße die Kraft mit der Maßeinheit Kilopond verwendet. International verwendete Abkürzungen des Maßsystems sind MKpS oder MKfS (von französisch mètre-kilogramme-poids-seconde bzw. mètre-kilogramme-force-seconde).
Das Kilopond und die davon abgeleiteten Einheiten sind per Gesetz seit 1. Januar 1978 in Deutschland für die Angabe der Kraft unzulässig. Daraus abgeleitete Einheiten wurden durch SI-Einheiten ersetzt.

## Basisgrößen und Basiseinheiten
Das Technische Maßsystem basiert auf Größen „Zeit“, „Länge“ und „Gewicht“, den im Alltag geläufigsten Messgrößen. Das SI hingegen geht nicht auf die aus Masse und Erdbeschleunigung gebildete Größe „Gewicht(skraft)“, sondern direkt auf die Masse zurück. Im Alltag bewährt es sich, die auf der Erde auf einen Körper einwirkende Gewichtskraft mit dessen Masse gleichzusetzen. In Wissenschaft und Technik hingegen ist die Trennung zwischen den physikalischen Größen Masse (Trägheit) und Kraft unerlässlich. Entsprechend legte die dritte Generalkonferenz für Maß und Gewicht (CGPM) 1901 das „Kilogramm“ als Einheit der Masse fest und lehnte eine Maßeinheit „Kraftkilogramm“ ausdrücklich ab. Da die Schwerebeschleunigung und damit das Gewicht eines Körpers auf der Erde je nach Ort leicht unterschiedlich ist, wurde ein Standardwert (Normfallbeschleunigung)
{\displaystyle g_{\mathrm {n} }=9{,}806\,65\,\mathrm {m\,s} ^{-2}}
festgelegt.
Das so definierte Standardgewicht eines Kilogramms wurde später „Kilopond“ (kp) genannt und beträgt
{\displaystyle 1\,\mathrm {kp} =g_{\mathrm {n} }\cdot 1\ \mathrm {kg} =9{,}806\,65\,\mathrm {kg\,m\,s} ^{-2}=9{,}806\,65\,\mathrm {N} }

## Inkohärenz des Technischen Maßsystems
Mit Kilopond, Sekunde und Meter als Basiseinheiten geht das technische Maßsystems auf die Zeit vor Isaac Newton zurück. Das technische Maßsystem hat zwar den Vorteil, dass ein Körper mit x Kilogramm Masse ebenfalls x Kilopond wiegt (mit kleinen Abweichungen, je nach lokaler Fallbeschleunigung), ein Nachteil ist jedoch das Auftreten von numerischen Faktoren. Nach dem zweiten Newtonsche Gesetz
{\displaystyle {\vec {F}}=m\cdot {\vec {a}}}
ist Kraft gleich Masse mal Beschleunigung. Die SI-Einheit Newton ist so definiert, dass für die Beschleunigung einer Masse von 1 kg um 1 m/s2 eine Kraft von 1 N erforderlich ist:
{\displaystyle \mathrm {1\;N=1\;kg\,m/s^{2}} }.
Hingegen gilt im technischen Maßsystem:
{\displaystyle \mathrm {1\;kp=9{,}806\,65\;kg\,m/s^{2}} }.
Dass ein Zahlenfaktor auftritt, der in vielen Berechnungen mitgeführt werden muss, bezeichnet man als Inkohärenz. Man hat versucht, dieses Problem zu umgehen, indem man eine „Technische Masseneinheit“ definiert hat, das Hyl.
{\displaystyle \mathrm {1\,hyl=9{,}806\,65\;kg\quad \Leftrightarrow \quad 1\;kp=1\;hyl\cdot m\,s} ^{-2}}
Wenn man konsequent das Hyl verwenden und auf das Kilogramm verzichten würde, bekäme man in der Tat ein kohärentes System. Dann aber verlöre man den einzigen Vorteil gegenüber dem SI, nämlich, dass die Krafteinheit die Gewichtskraft der Masseneinheit ist. Will man beides zugleich haben, muss man entweder ein Nebeneinander zweier Krafteinheiten (N und kp) oder zweier Masseneinheiten (kg und hyl) zulassen, die sich jeweils um den Faktor 9,806 65 unterscheiden. Wirklich eliminieren ließe sich der Zahlenfaktor nur durch die Einführung einer neuen Längen- oder Zeiteinheit, die so definiert sein müsste, dass die Fallbeschleunigung gerade den Zahlenwert 1 hätte.
Der kleine Vorteil des Technischen Maßsystems (Zahlenwert des Gewichts ist gleich dem Zahlenwert der Masse) wiegt die Inkohärenz nicht auf. Hinzu kommt, dass man mit dem Hyl als Masseneinheit die nützliche Beziehung verliert, dass ein Liter Wasser ein Kilogramm Masse hat. Aus diesen Gründen hat sich das Technische Maßsystem nicht durchgesetzt.

## Verhältnis zu anderen Einheiten
Die „Pferdestärke“ (1 PS = 75 kp·m/s) ist eine technische Einheit der Leistung (Physik). Anders als die SI-Einheit „Watt“ (1 W = 1 N·m/s) ist sie über einen Zahlenfaktor 75 mit den anderen Einheiten verknüpft. PS ist allerdings nicht Bestandteil des technischen Maßsystems.
Mit den Einheiten von elektrischen, magnetischen oder thermodynamischen Größen gibt es ebenfalls keine kohärente Verbindung.

## Einheiten
Aus den Basiseinheiten leiten sich unter anderem folgende Einheiten ab
| Physikalische Größe | Dimension                                    | Einheitenname                 | Einheitenzeichen           | Definition         | SI-Äquivalent   |
| ------------------- | -------------------------------------------- | ----------------------------- | -------------------------- | ------------------ | --------------- |
| Länge               | {\displaystyle {\mathsf {L}}}                | Meter                         | m                          | —                  |                 |
| Zeit                | {\displaystyle {\mathsf {T}}}                | Sekunde                       | s                          | —                  |                 |
| Kraft               | {\displaystyle {\mathsf {K}}}                | Kilopond, Kraftkilogramm      | kp, kg, kg*, kgp, kgf, kgf | —                  | 9,806 65 N      |
| Kraft               | {\displaystyle {\mathsf {K}}}                | Pond                          | p                          | 1000 p = 1 kp      | 9,806 65 mN     |
| Masse               | {\displaystyle {\mathsf {K\,L^{-1}\,T^{2}}}} | Hyl, Technische Masseneinheit | hyl, TME                   | 1 hyl = 1 kp·s2/m  | 9,806 65 kg     |
| Impuls              | {\displaystyle {\mathsf {K\,T}}}             | Kilopondsekunde               | kp·s                       |                    | 9,806 65 kg·m/s |
| Arbeit, Energie     | {\displaystyle {\mathsf {K\,L}}}             | Kilopondmeter, Meterkilopond  | kp·m                       |                    | 9,806 65 J      |
| Drehmoment          | {\displaystyle {\mathsf {K\,L}}}             | Kilopondmeter, Meterkilopond  | kp·m                       | 9,806 65 Nm        |                 |
| Leistung            | {\displaystyle {\mathsf {K\,L\,T^{-1}}}}     | Kilopondmeter pro Sekunde     | kp·m/s                     |                    | 9,806 65 W      |
| Leistung            | {\displaystyle {\mathsf {K\,L\,T^{-1}}}}     | Poncelet                      | p                          | 1 p = 100 kp·m/s   | 0,980 665 kW    |
| Leistung            | {\displaystyle {\mathsf {K\,L\,T^{-1}}}}     | Pferdestärke                  | PS                         | 1 PS = 75 kp·m/s   | 0,735 489 75 kW |
| Druck               | {\displaystyle {\mathsf {K\,L^{-2}}}}        | Technische Atmosphäre         | at                         | 1 at = 1 kp/cm²    | 980,665 hPa     |
| Druck               | {\displaystyle {\mathsf {K\,L^{-2}}}}        | Meter Wassersäule             | mH2O, mWS                  | 10 mH2O = 1 kp/cm² | 98,0665 hPa     |